# Jaagpad

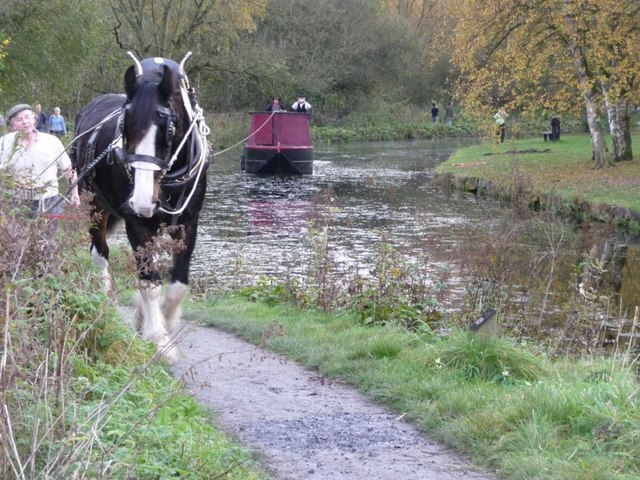
Cromford Canal met trekschuit, Engeland

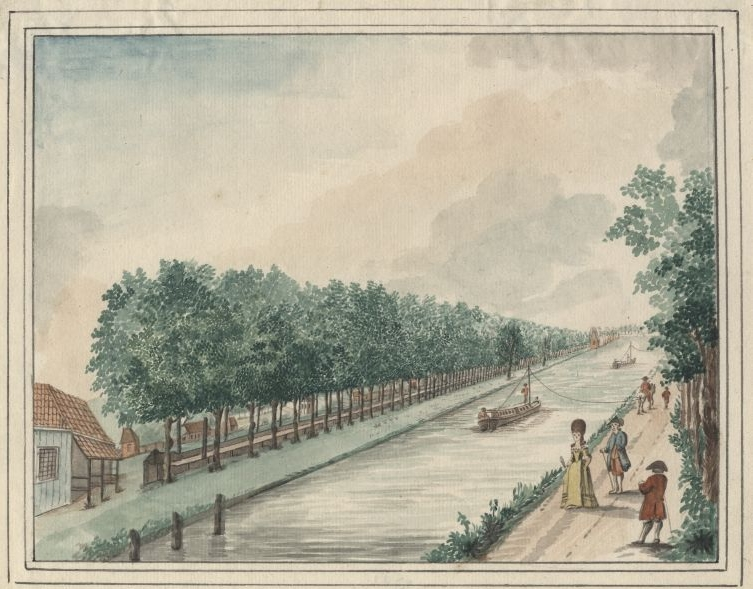
Trekvliet bij Leiden in 1788

Een jaagpad of trekpad (ook jaagweg of 
trekweg) is een pad langs een kanaal of rivier dat werd gebruikt om schepen vooruit te trekken. Dit voorttrekken werd jagen genoemd en geschiedde bij ongunstige wind en tegenstroom. Gewoonlijk werd gejaagd door een paard met begeleider (het jagertje), maar soms gebeurde het ook met menskracht. Grote vrachtschepen werden door meerdere paarden gejaagd. Tegenwoordig vervullen jaagpaden een rol als dienstweg voor transport en onderhoudslogistiek van de verschillende faciliteiten naast en op de waterweg.

## Geschiedenis
Het jagen van schepen was al bij de Romeinen bekend. Verplichtingen aan Hollandse landeigenaren om stroken grond langs een rivier als jaagpad vrij te houden, werden reeds op gezag van Karel de Grote opgelegd. Vanaf de vijftiende eeuw werden her en der jaagpaden aangelegd, bijvoorbeeld langs de Rijn tussen Lobith en Emmerich en langs de Vecht (1626 tot 1628). Het verschijnsel nam een hoge vlucht met de komst van de trekschuit, waarvoor speciale trekvaarten werden aangelegd. Dit type schip kon niet anders voortbewegen dan door het jagen ervan en alle trekvaarten hadden daarom een jaagpad. Een van de oudste jaagpaden in Holland was dat langs de Haarlemmertrekvaart, aangelegd in 1632. Hieruit is de Haarlemmerweg voortgekomen.

Gaat het jaagpad op de andere oever verder, dan is een brug vrijwel onmisbaar. Sommige bruggen hebben een voorziening waardoor het niet nodig is de treklijn los te gooien.

Bij een gunstige wind was het gebruik van het zeil voor de voortstuwing gebruikelijk. Niet alle schepen hadden zeilen en zelfs zeilschepen konden moeilijk vooruitkomen bij windstilte of tegenwind. Voor het jagen werden paarden gebruikt, maar ook mensen als de arbeidslonen laag waren. Het was zwaar werk en het loon was gering. De jaagpaden werden niet altijd goed onderhouden en bij hoog water waren ze onbruikbaar omdat ze onder water lagen. Verder wisselden de jaagpaden van oever, waardoor paarden of mensen overgezet moesten worden alvorens de reis verder kon gaan. Voor de rivieren was het stroomopwaarts zwaar werk voor mens of paard, zo waren er op de Rijn naar Keulen 10 tot 14 paarden nodig om een volbeladen binnenschip van 350 tot 500 ton tegen de stroom te bewegen.
Na de terugval van de trekschuit in de negentiende eeuw en de komst van de stoommachine verloren jaagpaden aan betekenis, maar ze verdwenen niet meteen overal. Nog in 1831 werden voor de Akte van Mainz onder meer internationale afspraken gemaakt over het onderhouden van jaagpaden langs de Waal. Het Kanaal Roeselare-Leie en het Kanaal door Walcheren, beide gereedgekomen begin jaren 1870, werden nog voorzien van jaagpaden.

## Aanwezigheid in het landschap
Jaagpaden zijn vaak nog openbaar toegankelijk, ook als ze pal achter woningen langs lopen of over het land van boeren. Soms zijn ze omgevormd tot verhard fietspad of wandelpad. Daarnaast bieden ze toegang aan openbare diensten die aan dijken en waterwegen werken. Zo zijn veel jaagpaden nog altijd herkenbaar.
Een jaagpad wordt in Nederland bijvoorbeeld nog aangetroffen langs de Oude Rijn, langs de Kromme Rijn en langs de Vecht het Zandpad. Langs de Schinkel en Nieuwe Meer in Amsterdam ligt nog een wandel- en fietspad met de naam Jaagpad, maar het jagen van schepen is hier niet meer mogelijk door de aanwezigheid van bomen en woonarken.
In Vlaanderen worden de jaagpaden beheerd door de Vlaamse Waterweg, in de eerste plaats om onderhoud te kunnen verrichten aan de waterwegen. Daarnaast zijn veel jaagpaden ook opengesteld voor fietsers en voetgangers. Gemotoriseerd verkeer mag er slechts uitzonderlijk of met een vergunning op. Alle weggebruikers moeten zich aan een maximale snelheid van 30 km/h houden. Onder het motto "Het jaagpad is er voor iedereen" worden alle gebruikers gesensibiliseerd tot wederzijds respect. Er zijn nog jaagpaden te vinden langs quasi elke artificiële waterweg, zoals langs het Albertkanaal, het kanaal Dessel-Turnhout-Schoten, het Netekanaal, het Kanaal Roeselare-Leie, het kanaal Ieper-IJzer, de Lieve en het Schipdonkkanaal. Eveneens langs meerdere (delen van) rivieren zoals de Dender, de Leie, de Schelde en de Zenne.

## Obstakels
Omdat er een touw zat tussen de trekkers of het paard en de boot, waren er geen obstakels tussen het jaagpad en het water. Er stonden dus ook geen dukdalven in het water. Bruggetjes over zijkanalen en -sloten werden aan de waterkant voorzien van een lagere en gladde leuning, waarover het sleeptouw makkelijk kon glijden. Om te voorkomen dat de schuit bij bochten in de oever werd getrokken stonden hier vaak rolpalen. Onder andere in de provincie Groningen zijn nog enkele exemplaren (als monument) bewaard gebleven. In Zuid-Holland staat nog een rolpaal langs de Delftse Vliet.

## Galerij

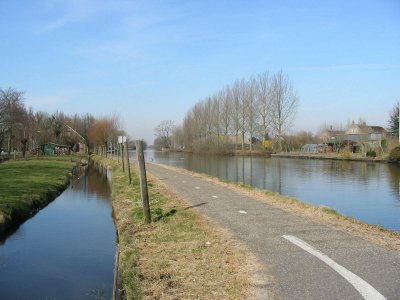
Het fietspad op het oude jaagpad langs de Oude Rijn bij Nieuwerbrug, 2003
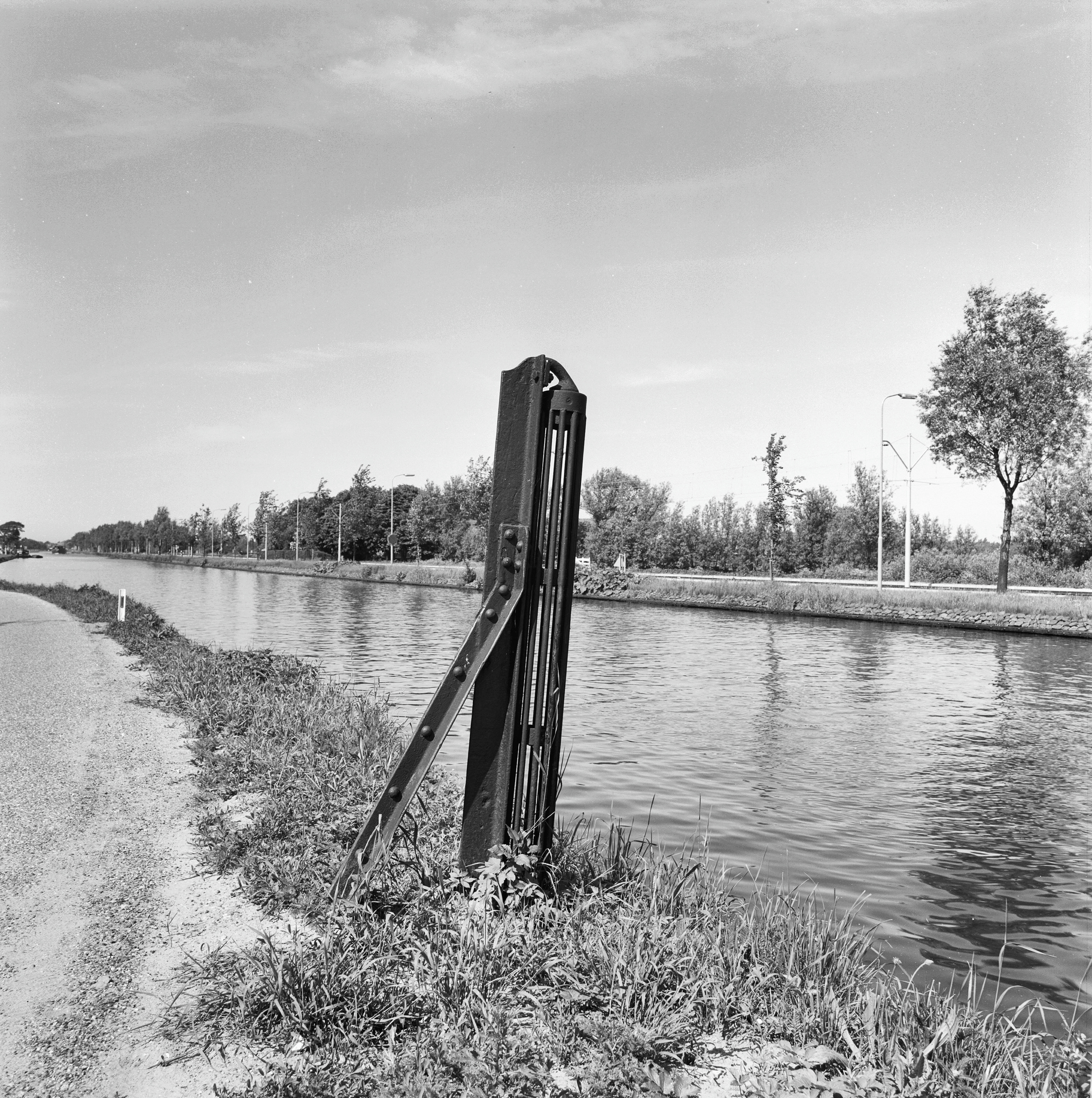
Rolpaal naast het Jaagpad langs de Delftsche Vliet, 1979
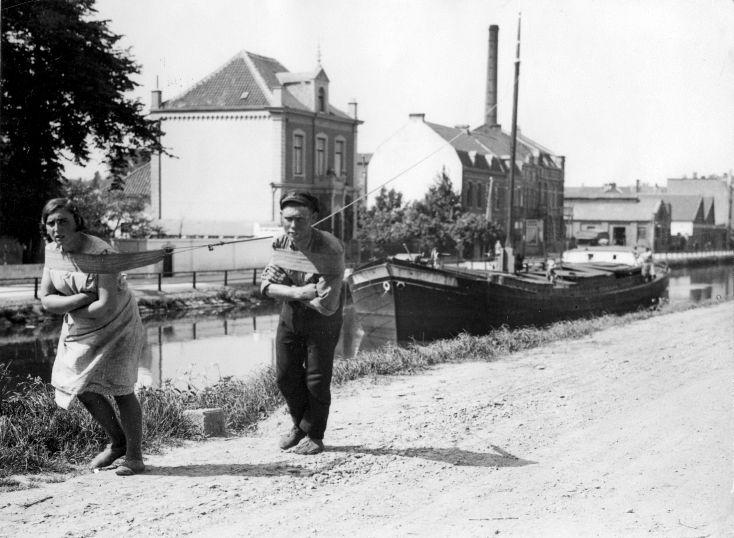
Een vrouw en een man trekken een schuit door een binnenkanaal in Nederland, 1931
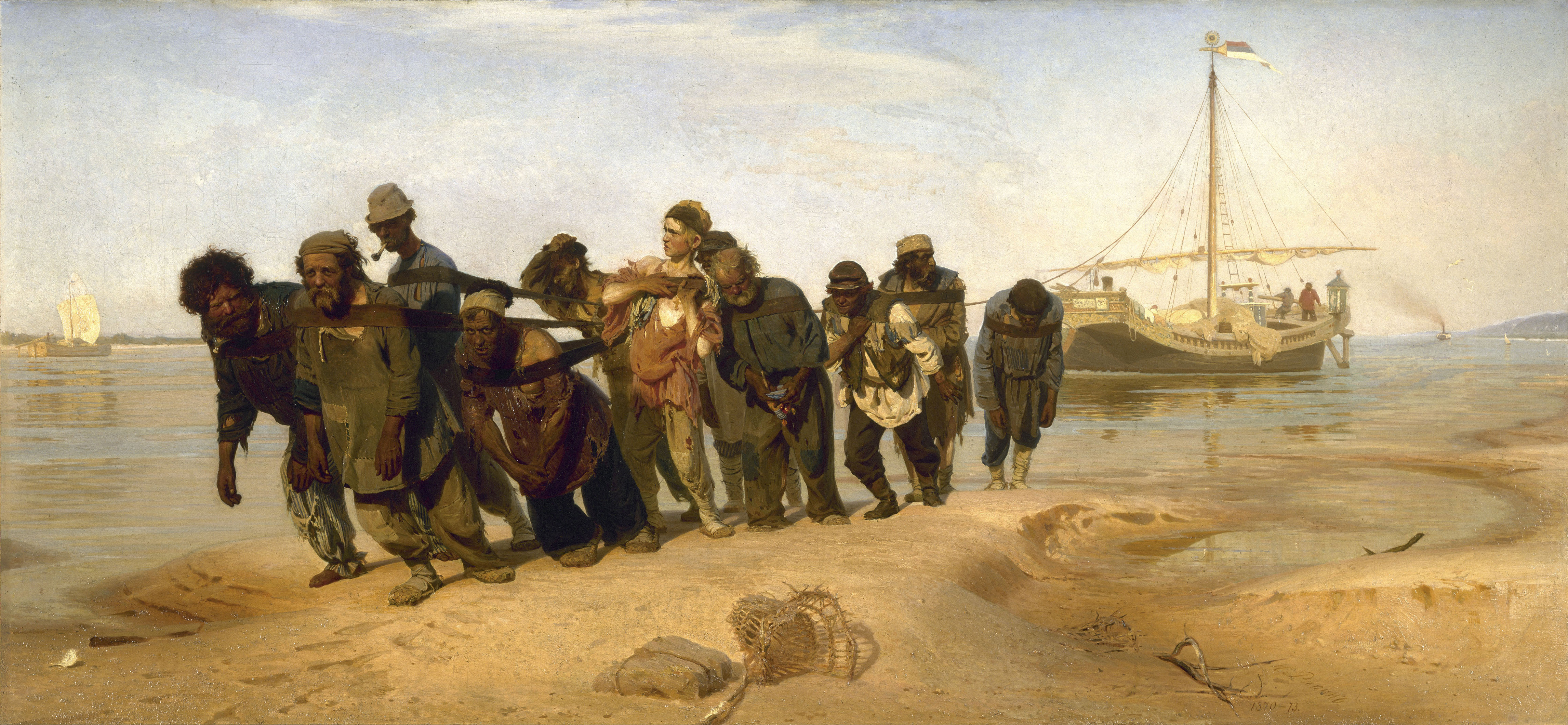
Schilderij door Ilya Yefimovich Repin van mannen die een boot trekken over een jaagpad langs de Wolga, 1873
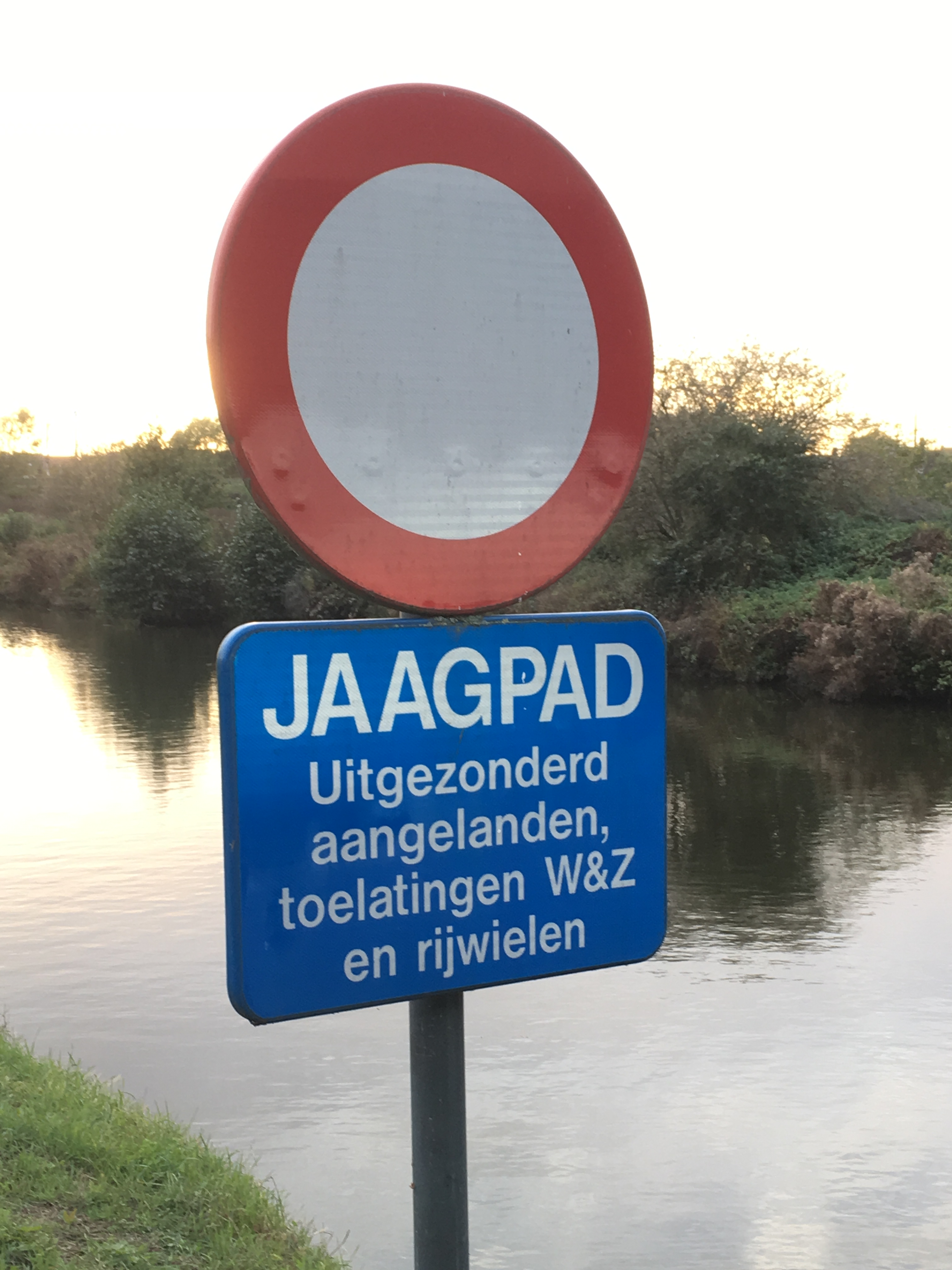
Verkeersbord aan jaagpad langs de Dender in Liedekerke, 2018
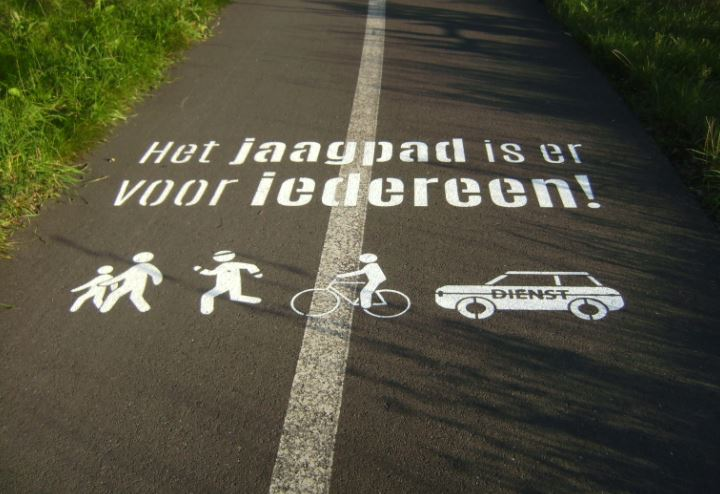
Slogan van de jaagpaden in Vlaanderen, 2021
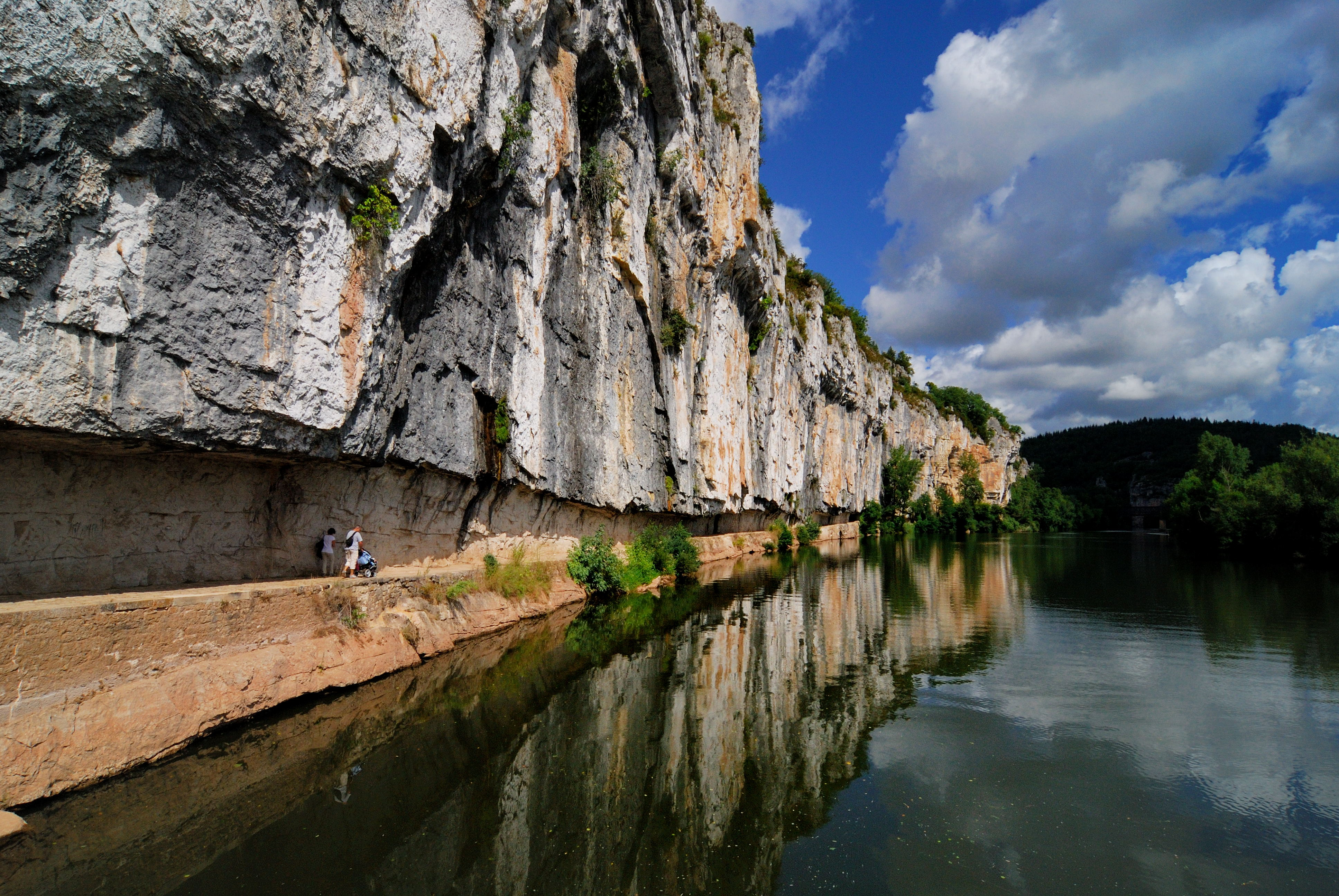
Tussen 1843 en 1847 in de rotsen uitgehakt jaagpad bij Bouziès, Frankrijk, 2007

## Wetenswaardigheden
- Een trekpad werd ook wel een tragel genoemd.[9]
- De Duitse naam voor jaagpad is "Leinpfad" of "Treidelpfad", in Oostenrijk "Treppelweg".